# 노래미
노래미(영어: hexagrammidae)는 쥐노래미과에 속하며 학명은 Hexagrammos agrammus이다. 어린 개체는 노래기라 부른다. 몸길이 30cm 가량이고 쥐노래미와 비슷하게 생겼다. 다만 꼬리지느러미가 둥그스름하고 몸통의 옆줄이 한 개인 점이 특징이다. 주로 암초와 해조류가 있는 곳에 서식한다. 작은 갑각류를 잡아 먹는다. 맛이 담백하며 한국·일본 등지에 서식한다.